# Macquartia chalconota
Macquartia chalconota är en tvåvingeart som först beskrevs av Johann Wilhelm Meigen 1824.  Macquartia chalconota ingår i släktet Macquartia och familjen parasitflugor. Arten är reproducerande i Sverige. Inga underarter finns listade i Catalogue of Life.